# Àngel Abad Silvestre
Àngel Abad Silvestre (Vitòria, 1936) ha estat un traductor, corrector tipogràfic, periodista i sindicalista, que a partir de 1993 també va treballar com a assessor de la Conselleria de Governació, i el 2008 va tenir un paper destacat, com a alt càrrec, en la direcció de la Policia Autonòmica Catalana. És germà de l'aparellador, polític i exconseller delegat del Comitè Organitzador Olímpic (COOB'92) Josep Miquel Abad i Silvestre.

## Primers anys i lluita antifranquista
Tot i ser natural del País Basc, ha desenvolupat la major part de la seva activitat a Catalunya, convertint-se en un declarat activista antifranquista. Fill d'un tinent de la llavors anomenada "Policia Armada", el 1948 es va traslladar a Barcelona i cap a mitjans dels anys cinquanta fou escollit delegat del SEU (Sindicato Español Universitario) a la Universitat de Barcelona. Va ingressar de molt jove en el "Front Obrer de Catalunya", branca catalana del Frente de Liberación Popular (FLP), més conegut com a "FELIPE", que aquí competí amb el PSUC. El 1957 va patir la seva primera detenció en una vaga d'estudiants a la Facultat de Medicina. Va ingressar en el PSUC el 1962. Després va marxar a Madrid i va entrar en contacte amb la direcció del FLP, que el 1959 va ser detinguda. Juntament amb altres companys va decidir reconstruir el Comitè Nacional del FLP, on va militar fins a 1962. Després de viatjar per Espanya i Europa, va tornar a Barcelona i fou detingut novament i traslladat a Madrid, condemnat a dos anys de presó. Allà entrà en contacte amb militants comunistes i va acabar ingressant al PSUC el 1965.
El 1966 va entrar a treballar a Talleres Gráficos Iberoamericanos, com a corrector tipogràfic. Després de contactar amb Comissions Obreres i fou un dels impulsors de les primeres comissions d'arts gràfiques. La seva activitat a les Comissions Obreres el va portar a ser detingut fins a cinc vegades fins a 1969, i amb l'estat d'excepció declarat el 7 de febrer d'aquell mateix any, fou novament detingut i condemnat pel Tribunal d'Ordre Públic (TOP) a vuit anys de presó, dels quals en va complir quatre a les presons de Barcelona, Sòria, Jaén i Palència. Segons la premsa de l'època, se'l jutjà en "un consejo de guerra de carácter sumarísimo celebrado contra seis encartados acusados de los delitos de asociación ilícita, propaganda política comunista, captación de adeptos y demás actividades que buscan el desprestigio y derrocamiento del Régimen, todo lo cual, por equiparación, alcanza la categoría de delito de rebelión militar". Aquest judici va ser declarat il·legal i nul de ple dret amb la "Llei 11/2017, del 4 de juliol, de reparació jurídica de víctimes del franquisme" de la Generalitat de Catalunya.

## Responsabilitats durant la democràcia
Després d'impulsar el 1976 el setmanari Arreu, vinculat al PSUC, durant la transició política va ser cap del servei de Policia Local de Sabadell. Després va ser coordinador de l'Àrea de Protecció Ciutadana de l'Ajuntament de Barcelona. Des del 1993 Abad va treballar com a assessor de la Conselleria de Governació de la Generalitat de Catalunya. El 2008, després d'anys ja jubilat, fou recuperat per ocupar un alt càrrec en la direcció de la policia autonòmica catalana.
A l'Arxiu Històric de Comissions Obreres, inclòs en la Col·lecció de Biografies Obreres, es troba la gravació d'una entrevista de 5 hores a Àngel Abad.